# Kyo-o-gokoku-ji
| Imagem: Monumentos Históricos da Antiga Quioto | O Kyo-o-gokoku-ji está incluido no sítio "Monumentos Históricos da Antiga Quioto", Património Mundial da UNESCO. |  |

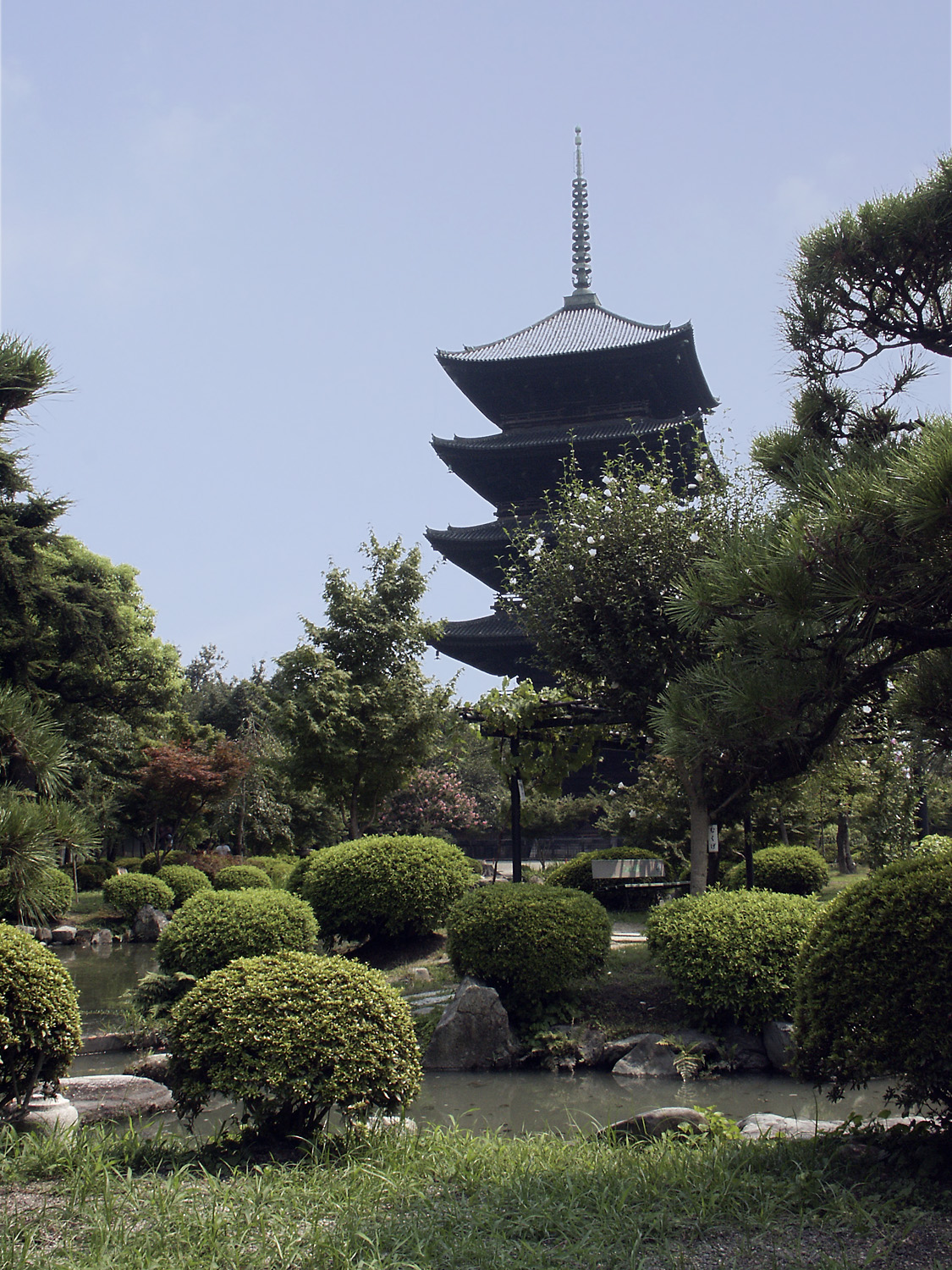
Pagode de cinco andares no To-ji

Kyo-o-gokoku-ji, mais conhecido por To-ji é um templo budista em Quioto, Japão. O seu nome significa "Templo Leste". Já teve um templo-gêmeo chamado Sai-ji ("Templo Oeste").